# Driotura gammaroides
Driotura gammaroides är en insektsart som beskrevs av Van Duzee 1894. Driotura gammaroides ingår i släktet Driotura och familjen dvärgstritar.

## Underarter
Arten delas in i följande underarter:
- D. g. fulva
- D. g. flava